# Manuel Pinto Ribeiro Pereira de Sampaio
Manuel Pinto Ribeiro Pereira de Sampaio (Vitória, ? — Rio de Janeiro, 27 de setembro de 1857 foi um magistrado brasileiro.

## Família
Filho de José Ribeiro Pinto casou-se com Rita Augusta de Oliveira Braga, com quem teve dois filhos, José Pinto Ribeiro Pereira de Sampaio e Bento Pinto Ribeiro Pereira de Sampaio. Este último era pai de Alberto de Sampaio, advogado e fotógrafo amador, com importante coleção de imagens produzidas no final do século XIX e avô do empresário Alberto Soares de Sampaio, que teve grande atuação no setor de petróleo brasileiro por meio da Refinaria de Exploração de Petróleo S.A., da Petroquímica União S.A. e da UNIPAR – União de Indústrias Petroquímicas S.A., 
hoje designada Unipar Carbocloro. O Conselho de Administração da empresa tem em sua presidência Frank Geyer Abubakir, descendente direto de Manuel Pinto Ribeiro Pereira de Sampaio.

## Formação e carreira jurídica
Formado em direito pela Universidade de Coimbra, onde ingressou em 1804. Foi nomeado pelo príncipe Regente D. João em outubro de 1810  para o cargo de juiz  de Fora do Cível do Reino de  Angola. Em 1816 assumiu a mesma função na recém criada Capitania de São Pedro do Rio Grande do Sul.
Em 1819 foi transferido para Sergipe, para atuar como Ouvidor. Em 1823, foi eleito deputado pela província do Espirito Santo para a Primeira Assembléia Nacional Constituinte. No ano seguinte, em 1824, foi nomeado juiz para a Bahia e em 1833 para o Rio de Janeiro, onde em 1839 foi escolhido para a presidência desse tribunal de segunda instância.
Em 1842 foi nomeado ministro do Supremo Tribunal de Justiça e em 1856 assumiu como presidente do tribunal.